# Ivaté
Ivaté är en kommun i Brasilien.   Den ligger i delstaten Paraná, i den södra delen av landet, 1 000 km sydväst om huvudstaden Brasília. Antalet invånare är 7 524.
Trakten runt Ivaté består i huvudsak av gräsmarker. Runt Ivaté är det glesbefolkat, med 18 invånare per kvadratkilometer.